# Emilia-Romagna
Emilia-Romagna, som er en af 20 italienske regioner, omfatter en stor del af Posletten i Norditalien. Regionen har et areal på 22.124 km² med en befolkning på 4 mio. Regionen er en af Italiens rigeste. Emilia-Romagnas hovedstad er byen Bologna. 
Regionens vigtigste byer er: Forlì, Modena, Reggio, Parma, Rimini, Ravenna og Piacenza.
Regionen er kendt for dens gode mad. Af specialiteter kan nævnes Parmesanost, Parmaskinke og den mousserende vin Lambrusco. Herudover berømmes et par bilfabrikker i regionen, nemlig Lamborghini i Bologna og Ferrari i Modena.

## Provinser
- Bologna
- Ferrara
- Forlì-Cesena
- Modena
- Parma
- Piacenza
- Ravenna
- Reggio Emilia
- Rimini

44°45′N 11°00′Ø / 44.75°N 11°Ø